# Labeobarbus lucius
Labeobarbus lucius es una especie de peces de la familia Cyprinidae, orden Cypriniformes.
Son peces dulceacuícolas del río Lucalla (Angola ) que pueden llegar alcanzar los 23 cm de longitud total.